# Shaviyani

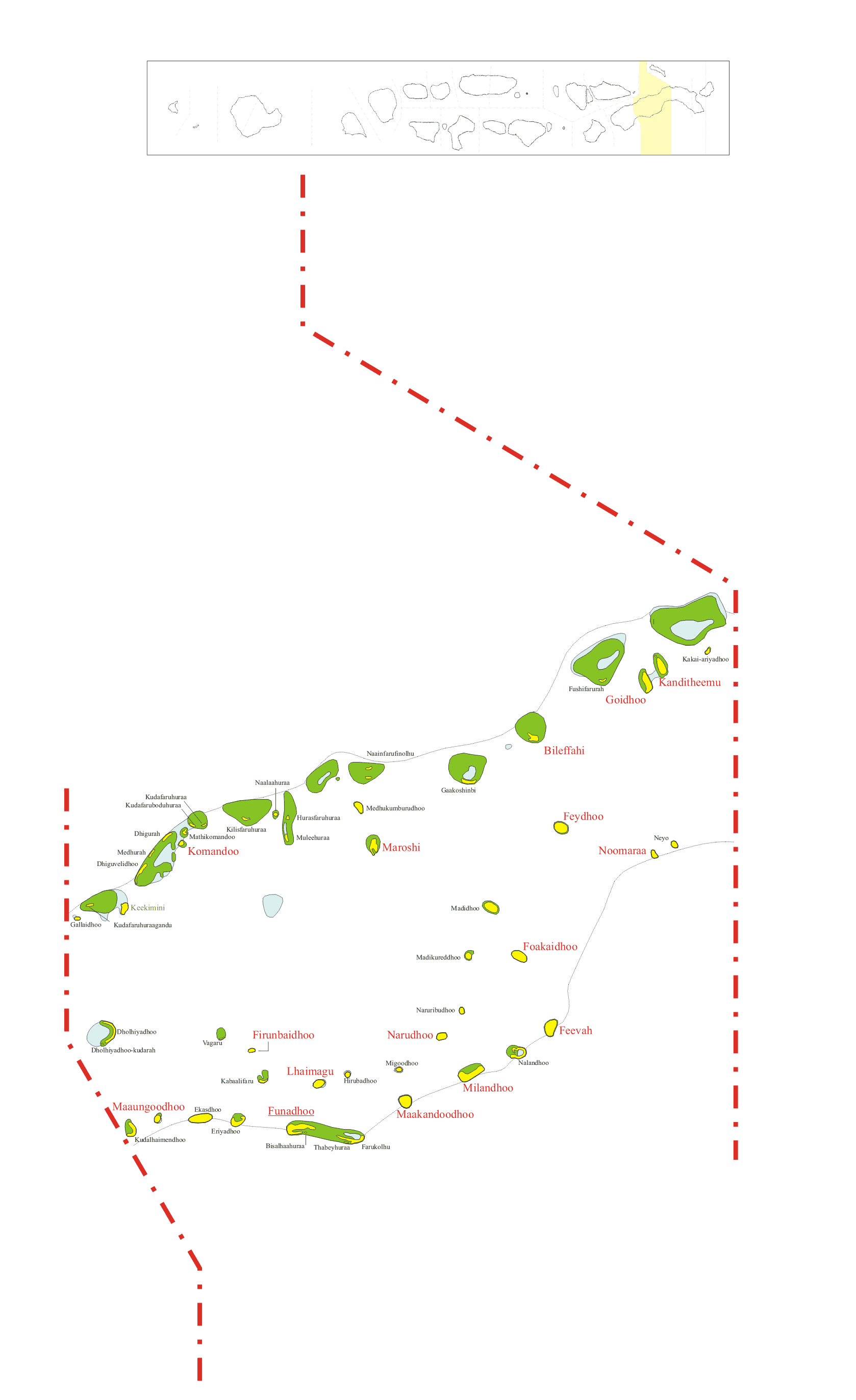
Mapa atolu

Shaviyani, oficiálním názvem Miladhunmadulu Uthuruburi (Severní Miladhunmadulu), je administrativní atol na severu Malediv. Má 51 ostrovů, z toho 16 obydlených. Hlavní město atolu je Funadhoo. Počet obyvatel 14 902 (16. ledna 2003). Hlavou atolu je Ahmed Qasim. Nachází se na severní části přírodního atolu Miladhunmadulu.

## Geografie
Atol se nachází mezi atoly Haa Dhaalu a Noonu na Maledivách. Je 37 km dlouhý, je to třetí atol ze severu a připomíná písmeno C, což je i jeho kód.

## Ekonomika
Hlavní složkou ekonomiky atolu je rybolov a agronomie. Rybolov je praktikován celoročně. Některé ostrovy jsou vyhledávanými turistickými letovisky.

## Administrativa
Atol má zodpovědné oficiální veřejné služby, výzkum a ekonomiku. Atol Shaviyani byl založený v roce 1958. Řízen byl zpočátku z Laimagu, Funadhoo se stalo hlavním městem v lednu 1968.

### Obydlené ostrovy
- Bileffahi
- Feevah
- Feydhoo
- Foakaidhoo
- Funadhoo
- Goidhoo
- Kanditheemu
- Komandoo
- Lhaimagu
- Maaungoodhoo
- Maroshi
- Milandhoo
- Narudhoo
- Noomaraa

### Neobydlené ostrovy
Bis Huraa, Dhigu Rah, Dhiguvelldhoo, Dholhiyadhoo, Dholhiyadhoo Kudarah, Dhonveli-huraa, Ekasdhoo, Eriyadhoo, Farukolhu, Fushifarurah, Gaakoshinbi, Gallaidhoo, Hirubadhoo, Hurasfaruhuraa, Kabaalifaru, Keekimini, Killissafaruhuraa, Kudalhaimendhoo, Madidhoo, Madikurendhdhoo, Mathikomandoo, Medhurah, Medhukunburudhoo, Migoodhoo, Milandhoo, Naainfarufinolhu, Nalandhoo, Naruibudhoo, Neyo, Vagaru, Firubaidhoo, Maakadhoodhoo